# Майский (Мордовия)
 Майский — поселок Торбеевского района Республики Мордовия в составе Сургодьского сельского поселения.

## География
Находится на расстоянии примерно 11 километров по прямой на запад-юго-запад от районного центра поселка Торбеево.

## История
Основан в конце 1920-х годов переселенцами из села Кажлодка. В 1931 году в поселке учтено 12 дворов.

## Население
Постоянное население составляло 9 человек (мордва-мокша 56%) в 2002 году, 9 в 2010 году .В 2020 году постоянного населения 0 человек.